# Hermetia borneensis
Hermetia borneensis är en tvåvingeart som beskrevs av Enrico Adelelmo Brunetti 1923. Hermetia borneensis ingår i släktet Hermetia och familjen vapenflugor. Inga underarter finns listade i Catalogue of Life.